# Limosella
- Commons
- Wikispecies

Limosella L. é um género botânico pertencente à família Plantaginaceae.

## Espécies
Limosella acaulis  Limosella africana  Limosella americana
Limosella annua  Limosella aquatica  Limosella australis
Limosella borealis  Limosella brachystema  Limosella calycina
Limosella capensis  Limosella ciliata  Limosella coerulea
Limosella curdieana  Limosella diandra  Limosella drummondi
Limosella drummondii  Limosella grandiflora  Limosella granitica
Limosella inflata  Limosella lacustris  Limosella lineata
Limosella longiflora  Limosella macrantha  Limosella major
Limosella maritima  Limosella minuta  Limosella monticola
Limosella natans  Limosella palustris  Limosella plantaginis
Limosella pretoriensis  Limosella pubiflora  Limosella semiensis
Limosella subulata  Limosella tenella  Limosella tenuifolia
Limosella vesiculosa
- «Lista completa»

## Classificação do gênero
| Sistema | Classificação                        | Referência               |
| ------- | ------------------------------------ | ------------------------ |
| Linné   | Classe Didynamia, ordem Angiospermia | Species plantarum (1753) |